# Білопільський машинобудівний завод
Білопільський машинобудівний завод — промислове підприємство у Білопіллі Сумської області.

## Історія

### 1933—1991
Підприємство було засноване у 1933 році як ливарно-механічний завод, у післявоєнний період було реконструйовано.
У зв'язку із збільшенням обсягів випуску рибних консервів, у 1968 році було прийнято рішення про створення на Білопільському машинобудівному заводі нового цеху з виготовлення змінного інструменту до консервно-банкових ліній (який було оснащено та став до ладу в 1971–1973 рр.).
У 1970-і — 1980-і роки Білопільський машинобудівний завод був провідним промисловим підприємством міста, спеціалізацією заводу було виробництво обладнання для харчової промисловості.
У 1980 році було ухвалено рішення про розширення заводу зі збільшенням його виробничих потужностей для виготовлення обладнання з переробки знежиреного молока та молочної сироватки.
У 1983 році заводу було доручено розробити нове обладнання для оснащення підприємств хлібопекарської промисловості (чотири комплексно-механізовані лінії — для випічки формових сортів хліба, круглого подового хліба, житніх сухарів та для виробництва сушок) та опанувати його виробництво.

### Після 1991р.
Після проголошення незалежності України державний завод було перетворено на відкрите акціонерне товариство.
У травні 1999 року Кабінет Міністрів України включив завод до категорії підприємств, що мають стратегічне значення для економіки та безпеки України.
У січні 2006 року господарський суд Сумської області розпочав процедуру банкрутства підприємства (100 % акцій якого належали регіональному відділенню Фонду державного майна України в Сумській області), у жовтні 2006 р. суд запровадив процедуру санації заводу. В результаті, до кінця 2006 року збитки заводу перевищили 2,9 млн. гривень при загальних доходах у 4,15 млн гривень. На початку 2007 року було підписано мирову угоду між керівництвом підприємства та комітетом його кредиторів, відповідно до якої погашення кредиторської заборгованості заводу на загальну суму 2,6 млн гривень взяла на себе третя сторона — приватна компанія ТОВ «Укрпроммаш». У грудні 2007 року процедуру банкрутства заводу було завершено і у приватну власність перейшов основний майновий комплекс заводу — приблизно 30 % активів підприємства (заводоуправління, механозбірний корпус, ковальсько-пресовий цех, вантажна прохідна, а також близько 200 машин та механізмів: радіально-свердлильні та токофрезерні верстати, крани, гідропреси тощо).
Економічна криза, що почалася у 2008 році, ускладнила становище підприємства, і в лютому 2008 року Кабінет Міністрів України ухвалив рішення про продаж заводу (балансова вартість майна якого була оцінена в 476,3 тис. гривень).
2008 рік завод завершив з 1,25 млн гривень збитків при 11 млн грн. гривень прибутків. 30 березня 2009 року за позовом приватної компанії ТОВ «Енергосоюз» розпочався новий судовий процес щодо визнання заводу банкрутом.
2009 року завод збільшив чистий збиток на 35,2 % порівняно із 2008 роком — до 1,694 млн гривень, але в першому кварталі 2010 року господарський стан підприємства стабілізувався, а обсяги виробництва збільшилися.
До початку 2010 року завод спеціалізувався на виробництві хлібопекарського обладнання, а також випускав інше технологічне обладнання для харчової промисловості (пельменні автомати тощо) та агропромислового комплексу.